# Ben Dunkelman
Benjamin "Ben" Dunkelman, v Izraeli se jmenoval Benjamin Ben-David, (26. června 1913 Toronto – 11. června 1997 Toronto) byl kanadský židovský důstojník, který za druhé světové války sloužil v kanadské armádě a v roce 1948 v Izraelských obranných silách v první arabsko-izraelské válce.
Dunkelman byl za své vojenské činy velmi uznávaný a získal řadu vyznamenání. Na jeho počest je most na libanonské hranici pojmenovaný Gešer Ben. Jeho příběh vypráví film Ben Dunkelman: Zdráhavý válečník. Izraelský básník David Blum mu věnoval svou báseň. V roce 2009 Dunkelmanovu autobiografii Dvojí život přeložil Mark Dubinsky do ruštiny.

## Mládí
Benjamin Dunkelman se narodil v kanadském městě Toronto do rodiny židovských přistěhovalců z města Makov (dnešní Maków Mazowiecki v Polsku). Jeho otec David Dunkelman byl zakladatel kanadského maloobchodního řetězce pro výrobu pánské módy Tip Top Tailors a jeho matka Rose byla oddanou sionistkou a prezidentkou severoamerické ženské sionistické organizace Hadassah. On a jeho sourozenci vyrostli severovýchodně od Toronta na panství Sunnybrook Farm (nyní Sunnybrook Medical Centre), které postavil jejich bohatý otec.  
Dunkelman navštěvoval Upper Canada College v Torontu a byl známý svým aktivním společenským životem. Vynikal v kopané a v jízdě na své jachtě po jezeře Ontario. V roce 1931 donutily finanční ztráty způsobené Velkou hospodářskou krizí jeho otce prodat farmu Sunnybrook.
V 18 let odešel Dunkelman, inspirován sionistickou výchovou své matky, pracovat do kibucu v Palestině, která v té době byla spravována Velkou Británií pod mandátem Společnosti národů. V kibucu pracoval jako ozbrojený hlídač šomer, jehož povinností bylo chránit kibuc před nájezdníky. V roce 1932 se vrátil do Toronta, aby pomohl svému otci. Koncem roku 1935 odjel znovu do Palestiny, aby zde založil nové osady.

## Vojenská kariéra

### Služba v kanadské armádě

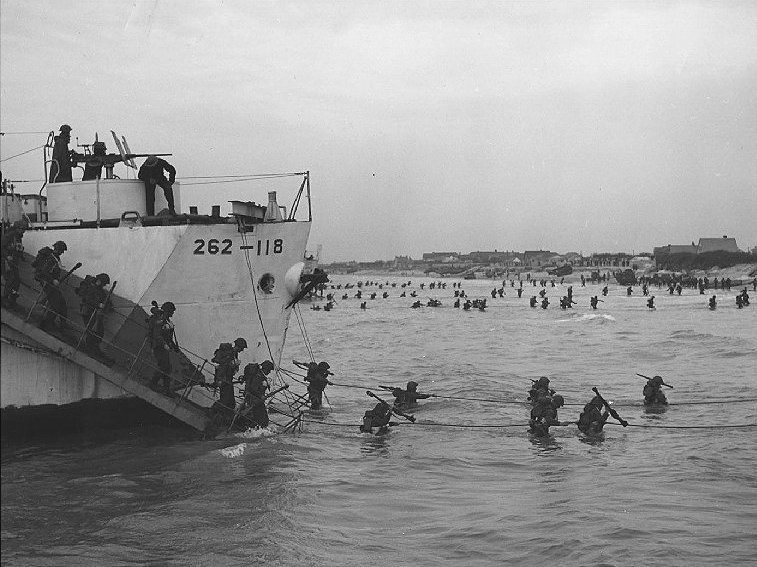
Kanadští vojáci se vyloďují na pláži Juno Beach

V roce 1939 po vypuknutí druhé světové války se Dunkelman pokusil narukovat do královského kanadského námořnictva Royal Canadien Navy (RCN), ale antisemitismus převládající v námořnictvu mu v tom zabránil. Narukoval proto jako vojín do The Queen's Own Rifles of Canada (Královský vlastní pluk Kanady) a postupně zde dosáhl hodnosti majora. Zúčastnil se nebo viděl těžké boje v severní Francii, Belgii, Nizozemsku a Německu. Zúčastnil se krvavé bitvy u Caen, operace Falaise a bitvy na Šeldě, která vedla k osvobození Antverp.Dne 6. června v roce 1944 se Dunkelman jako velitel roty zúčastnil vylodění v Normandii na pláži Juno Beach.  
Dunkelmanova služba u pluku byla oceněna řadou vyznamenání. Za svou účast v Hochwaldské kampani mu byl například udělen britský řád za vynikající službu. Po válce mu bylo nabídnuto velení 1. praporu královského vlastního pluku, ale odmítl a vrátil se do Toronta, kde pokračoval v rodinném podnikání.

### Služba v izraelské armádě

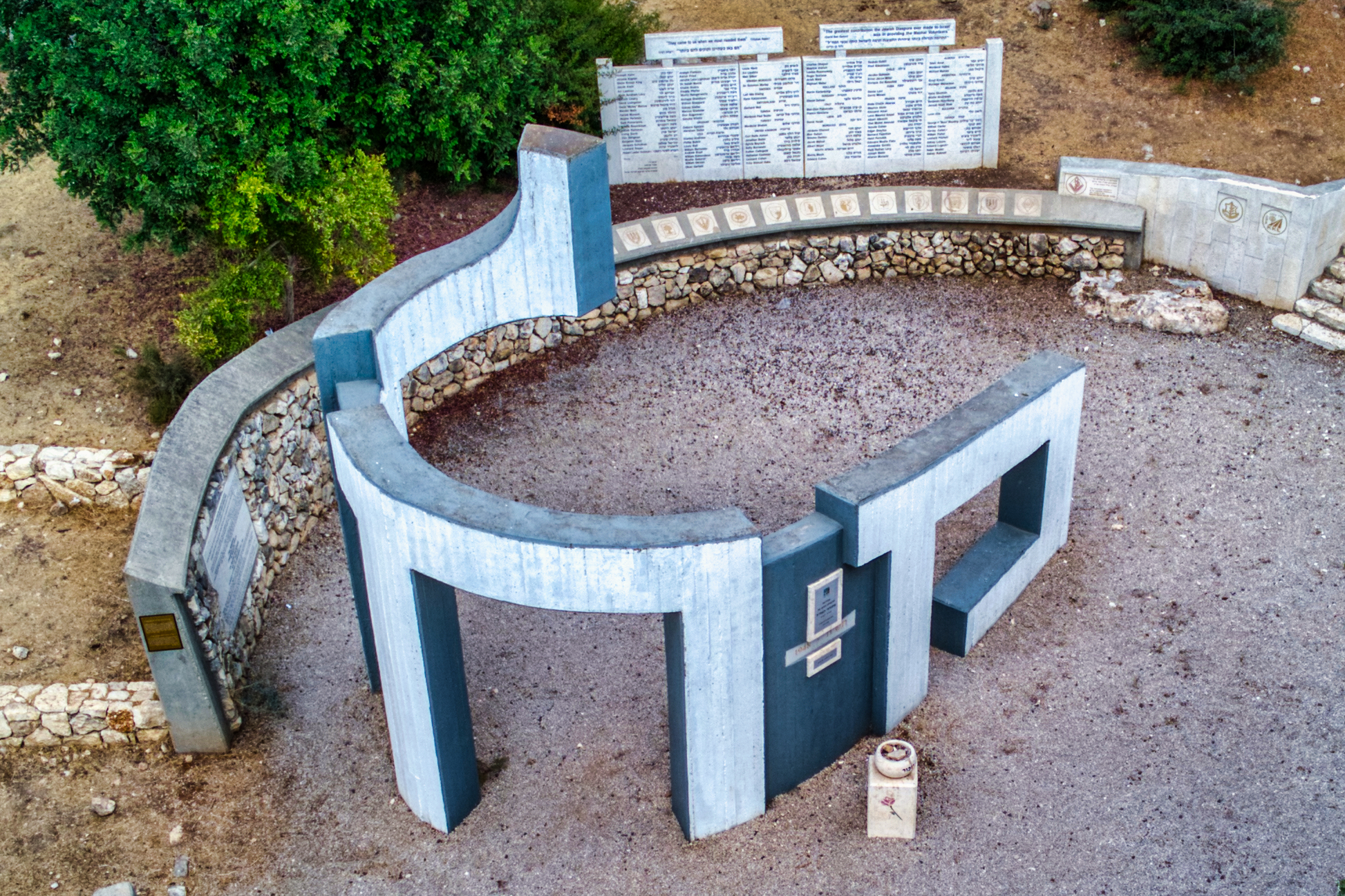
Památník Mahal zahraničním vojákům bojujícím za Izrael (Šaar ha-Gaj)

Dne 14. května 1948 byl vyhlášen stát Izrael, který byl okamžitě napaden armádami Egypta, Jordánska, Iráku a Sýrie. Dunkelman se rozhodl bojovat za Izrael, neboť té v době izraelské armádě chyběli důstojníci s bojovými zkušenostmi. Izraelský armádní velitel Jicchak Rabin ho po příjezdu jmenoval jako plánovacího důstojníka do velitelství.
Dunkelman zpočátku převzal velení minometné jednotky Mahal, což byla legie židovských a křesťanských zahraničních dobrovolníků bojujících za Izrael. Zúčastnil se vojenských operací Harel, Jevusey a hrál důležitou roli při plánování Derech Barma - výstavby silnice, která vedla k prolomení blokády Jeruzaléma. Zúčastnil se tak bojů o Jeruzalém, který byl obléhán Jordánci téměř od začátku války. Krátce nato se stal velitelem 7. brigády - nejznámější obrněné brigády v zemi. Pod jeho velením byl zastaven syrský postup a znovu dobyta většina horní části západní Galileje.
Se svou brigádou se Dunkelman zúčastnil operace Dekel ru en, během níž bylo obsazeno město Nazaret. Byl mezi těmi, kdo podepsali s obyvateli Nazaretu dokument o odevzdání města izraelské armádě. Krátce po jeho dobytí obdržel rozkaz od generála Chajima Laskova vyhnat palestinské civilní obyvatelstvo z města, což odmítl provést. Dunkelmanův argument, že vyhnání převážně křesťanských Palestinců z Nazaretu by poškodilo vztahy s drtivou většinou křesťanských národů, zřejmě přispělo k tomu, že nakonec evakuováni nebyli.
Během války se Dunkelman seznámil s desátnicí izraelské armády Yael Lifshitzovou a oženil se s ní. Svatba se konala v listopadu 1948 a kanadský parlament odhlasoval udělení kanadského občanství pro Yael. Manželé Dunkelmanovi měli šest dětí - čtyři dcery a dva syny.

## Civilní kariera
Po válce se manželé Dunkelmanovi vrátili do Toronta a pustili se do rodinného podnikání. V roce 1967 jej prodali společnosti Dylex Limited, neboť Dunkelman z přepracování dostal infarkt. Postupně pak začal provozovat bývalou otcovu společnost Tip Top Tailor a později se stal vývojářem. Mezi jeho projekty patřilo Cloverdale Mall a Constellation Hotel, později přejmenovaný na Regal Constellation Hotel.
Byl také jedním ze zakladatelů Island Yacht Clubu v roce 1951. Stalo se tak po odmítnutí jeho přijetí do Royal Canadian Yacht Club kvůli tomu, že byl Žid.
Jeho skutečnou vášní však bylo umění a jeho sběratelství. V roce 1967 se ženou založili Dunkelman Gallery v Torontu, která se stala známou svou sbírkou děl kanadských i zahraničních umělců. V září 1969 například vystavila osobní archeologickou sbírku izraelského ministra obrany - generála Moše Dajana, která se skládala převážně z umění ze starověkého Kanaánu a Fénicie.
V roce 1973 se slavilo 25. výročí 7. tankové brigády, kam byl Dunkelman pozván jako čestný host. V roce 1976 vyšla jeho kniha Dvojí občanství, ve které se Dunkelman představuje jako kanadský patriot a zároveň vlastenec židovského národa a Státu Izrael.
Dunkelman žil v Torontu až do své smrti 11. června 1997, kdy mu bylo 84 let. Jeho manželka Yael jej přežila téměř o dvacet let a zemřela v roce 2016.